# Темелкуран, Эдже
Эдже Темелкуран (тур. Ece Temelkuran; род. 22 июля 1973, Измир) — турецкая журналистка и писательница.

## Биография
Окончила юридический факультет Анкарского университета. Опубликовала 12 книг, две из которых были переведены на английский язык. Одна из книг Эдже посвящена голодовкам турецких политзаключённых. В 2008 году была награждена Ассоциацией по правам человека премией свободной мысли имени Айше Зараколу.
Эдже вела колонки в «Milliyet» (2000—2009) и «Habertürk» (2009 — январь 2012), выступала на «Habertürk TV» (2010—2011). Была уволена из «Habertürk» за статью, в которой она подвергла критике действия правительства Эрдогана по отношению к произошедшей в декабре 2011 года резни в Улудере, а также за другие статьи, в которых критиковалось правительство Турции. Эдже дважды удостаивалась звания «самый читаемый политический колумнист Турции». Её статьи перепечатывались в таких СМИ, как «The Guardian» и «Le Monde Diplomatique».